# 菅井えり
菅井 えり（すがい えり、本名：渡辺敏子、1961年1月6日 - 2016年12月21日）は、日本の歌手、作曲家。大阪府豊中市出身。夫は音楽家の渡辺格。

## 人物
大阪府立箕面高等学校、甲南大学を卒業後、寺尾聡のコンサートにバックコーラスとして参加したことをきっかけに上京。
アメリカン・ポップに憧れ、さらには教会音楽の影響を受け音楽活動を始める。
1986年にEri名義でアルバム『Skip!』でデビュー。
200曲以上のCM音楽の作曲を手掛ける。
1995年にはゲームソフト『レディストーカー 〜過去からの挑戦〜』の音楽も担当。
夫・渡辺格と共にユニット「Erital」を結成するなど多岐にわたって活動を行った。
2016年初頭に膵臓癌が発覚。闘病後、同年12月21日に死去。

## ディスコグラフィ

### Skip!
フィリップス・レコードから1986年5月25日に発売された。
2017年10月25日にユニバーサル ミュージックよりCDで再発売された。
1. ダンシング・シューズ
2. ガラス越しのビスクドール
3. 恋はドーナツショップで
4. Sunset Street
5. Sugar Boy
6. 雨のピリオド
7. Dream Is My Dream
8. With Love
9. ロンリネス
10. On The Radio

### Ring My Bell
BOURBON RECORDSから1987年7月25日に発売された。
1. もう一度Ring My Bell
2. Stardust Paradise
3. 最後のVacation
4. Sweetened Rose Melody
5. 素敵なクラクション
6. 真夜中の遊園地
7. ラッキーカードひくまで
8. Love Me Tomorrow（CDのみ収録）
9. U•WA•SA
10. セレナーデ

### わたしは 元気だよ
バップから1994年6月1日に発売された。
1. わたしは 元気だよ
2. もっと恋したい
3. 季節は風に包まれて
4. 結婚祝歌～Dear My Friends
5. In My Dream
6. この恋の結末
7. 熱すぎた想い
8. 5時なんかに帰らないで
9. A・So・Bo
10. 地球の子供達
11. Mr.アメリカ

### 舞 Mai
パシフィックムーン・レコードから2001年1月9日に発売された。
1. Horizon [4]
2. Honen Bushi (ft. Anna Sato)
3. Konjaku Monogatari 今昔物語（Stories, modern and ancient）
4. Aqua
5. A Lullaby of Takeda 竹田の子守歌
6. First Love 初恋
7. Mai 舞
8. Rakuen 楽園
9. A Song of Birth
10. China Rose

### 香 Kaori
1. 航海（～ボンボヤージュ エイジア～）VOYAGE TO ASIA
2. 伊呂波歌（いろはうた）IROHA SONG
3. BREATH OF EARTH（ブレス オブ アース）
4. てぃんさぐぬ花（てぃんさぐぬはな）TEINSAGU NU HANA
5. 静寂（せいじゃく）SILENCE
6. 越殿楽（えてんらく）ETENRAKU
7. 永遠の祈り (とわのいのり）ETERNAL PRAYER
8. 古都（こと）ANCIENT CITY
9. 国之狭土（くにのさずち）KUNINO SAZUCHI
10. 馨（かおり）FRAGRANCE
11. 航海（～ボンボヤージュ エイジア～）アカペラバージョン

### Air
1. G線上のアリア  “Air / ステラ・ミルス”. 2020年11月4日閲覧。
2. ジムノペディ第一番
3. In Your Arms ～あなたの中で～
4. ピアノソナタ第14番嬰ハ短調作品27-2月光
5. Aquamarin アクアマリン
6. Stella ～星達の散歩道～
7. 劇音楽「ペレアスとメリザンド」Op.80シシリエンヌ
8. 展覧会の絵「プロムナード～チュイルリーの庭」
9. Silent Love サイレント・ラブ

### Stẽlla Mirus II
1. 木漏れ日  [5]
2. アルビノーニのアダージョ
3. cuckoo / クックー
4. メヌエット
5. 祈り
6. モルダウ
7. 月夜のしずく
8. KANON
9. toy's night
10. 星時計
11. pure

### 心の庭 Kokoro No Niwa
1. Genji Millennia Story 源氏千年物語
2. Into a Sleep 眠りへ
3. Heart of Earth
4. Far an Away Journey 遙かなる旅路
5. Juvenile Mind 童
6. Miracle of Time 時の奇跡
7. Beginning
8. Spirit of Forest 森の精
9. Mirage 蜃気楼
10. Tapestry タペストリー

### Stẽlla Mirus III
1. Share Pain
2. Our Music (Eri Ver.)
3. With a Wish
4. Pray In The Night
5. Shooting Star
6. Arcadia
7. AOZORA
8. Sound Of Music (The Sound Of Music)
9. My Favorite Things
10. Space
11. Under a Quiet Wave